# Energie (Skulptur)

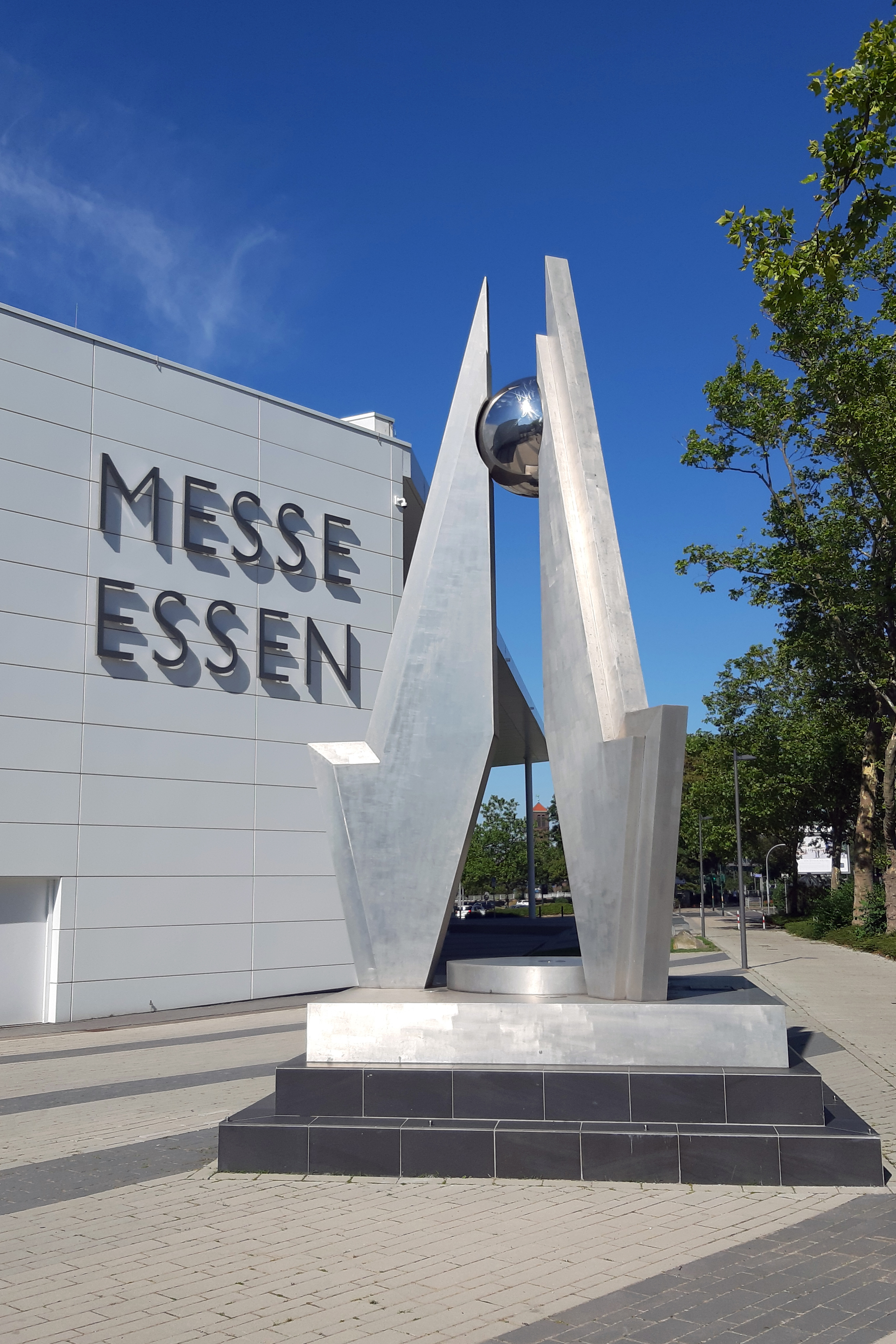
Skulptur Energie vor der Messe Essen

Die Skulptur Energie von Günter Steinmann wurde 2007 in Auftrag gegeben und nach dem Neubau des Osteingangs der Messe Essen 2016 im Essener Stadtteil Rüttenscheid etwas südlich versetzt wieder aufgestellt.

## Bedeutung
Die Skulptur Energie wurde vom Betreiber der Messe Essen, der Messe Essen GmbH, in Auftrag gegeben. Sie sollte vor dem Messehaus Ost, angrenzend an die Grugahalle, die Position der Stadt Essen symbolisieren, die sich im Wirtschaftsraum Ruhrgebiet zugleich als Stadt mit hohem Grünanteil und als Stadt der Kultur zeigt. 2010 wurde Essen mit dem Ruhrgebiet zur Kulturhauptstadt Europas.

## Technische Details

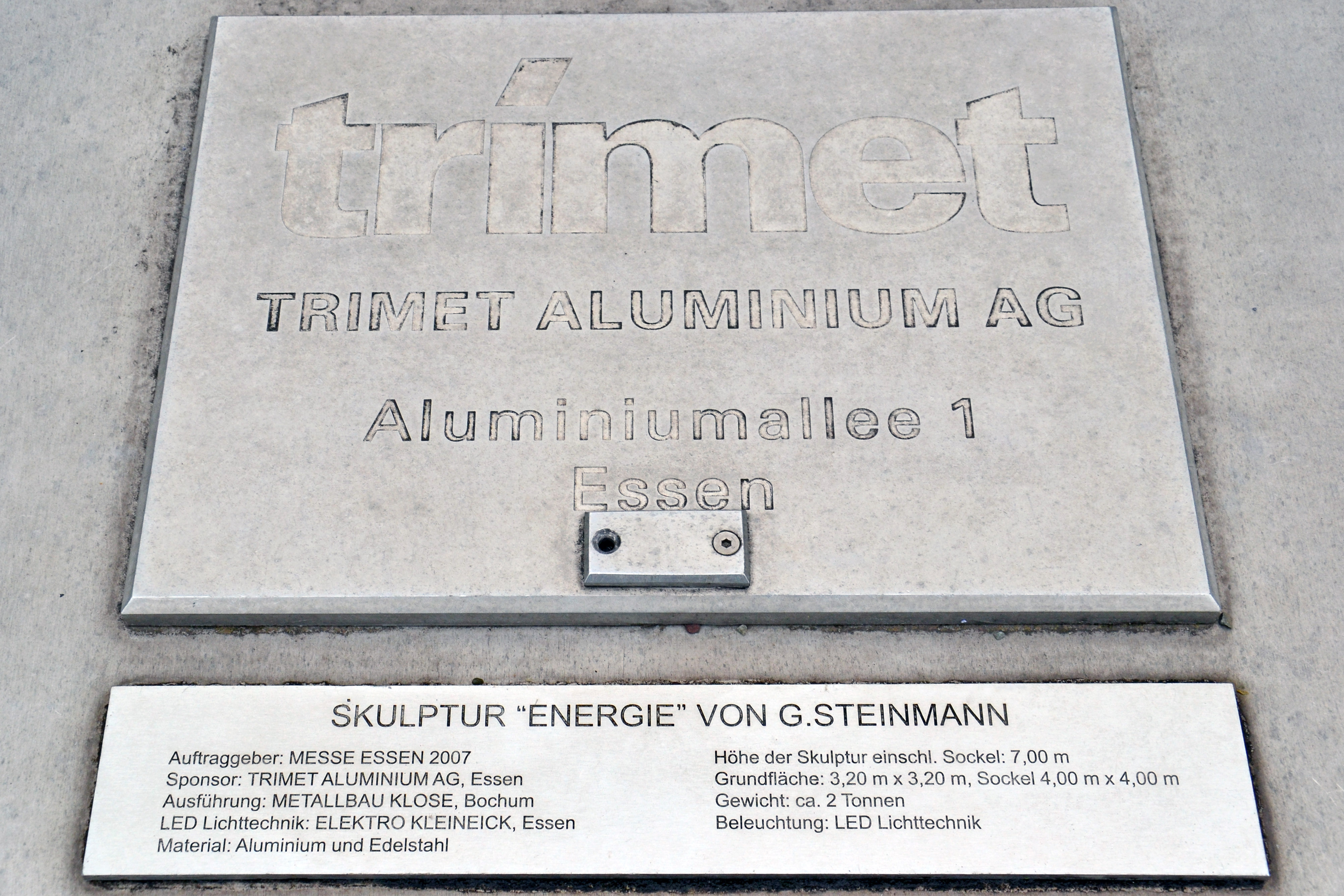
Hinweistafel

Die aus Aluminium und Edelstahl gefertigte Skulptur wurde von einer Metallbaufirma in Bochum hergestellt. Als Sponsor tritt der Essener Aluminiumhersteller Trimet Aluminium auf.
Einschließlich des Sockels besitzt das Kunstwerk eine Höhe von sieben Metern. Dabei misst die eigene Grundfläche 3,2 Meter im Quadrat, die des Sockels vier Meter. Die Skulptur wiegt rund zwei Tonnen. 

Ein Essener Elektrounternehmen hat dazu die LED-Lichttechnik installiert, die die Skulptur abends in unterschiedlichen Farben beleuchtete.
Koordinaten: 51° 25′ 48,3″ N, 6° 59′ 55″ O